# Metzgeriaceae
Metzgeriaceae é uma família de hepáticas (Marchantiophyta) talosas da ordem Metzgeriales. A espécies podem ser monoicas ou dioicas.

## Taxonomia
O botânico italiano Giuseppe Raddi (1770-1829) viajou por algumas regiões do mundo, sendo uma delas o Rio de Janeiro, ele retornou a seu país e trouxe consigo uma vasta colecção de plantas e sementes, que se encontram no herbário das Universidades de Pisa, Bolonha e Florença, entre outras, e que ainda hoje se encontram em estudo. Nos trabalhos criados pela expedição, Raddi descreveu 156 novas espécies de plantas. Um gênero encontrado que ele chamou de Metzgeria por causa de uma amizade com Johann P. Baptist Metzger , um excelente gravador e restaurador de imagens antigas, pertence a família Metzgeriaceae que se distribui da região dos trópicos para as regiões temperadas, sendo que aproximadamente 43% encontram-se em regiões neotropicais, sendo 17 endêmicas.
O Brasil, por ocupar grande parte da zona Neotropical, por isso muitas das espécies de Metzgeria no Brasil habitam preferencialmente os ecossistemas costeiros de Mata Atlântica, concentrando a diversidade genética de Metzgeria no Brasil. 
A família Metzgeriaceae (Hepaticae) é representada na América tropical por um gênero, Metzgeria, e 57 espécies. As espécies desta família são diferenciadas de acordo com a largura do talo, número de células na nervura central, número de células medulares, tipos e disposição de cabelos no talo, gemas, uma sexualidade. Elas são epífitas de florestas tropicais úmidas, submontanhas a altas montanhas, entre 500-4000 m de altitude.

## Morfologia
As Metzgeriaceae são plantas hepáticas talosas, isso significa que seus gametófitos são aplanados e dicotomicamente ramificado, formando assim os talos, os quais são finos, permitindo a absorção de água e as trocas gasosas por difusão.
Elas podem ser corticícola, que cresce em troncos e ramos de árvores vivas e rupícola , que cresce em superfície rochosa úmida, podendo também crescer em área de Floresta ciliar e/ou de galeria, Floresta ombrófila densa e Floresta Ombrófila mista, eles se desenvolvem rente a superfície de regiões úmidas, tendo tamanho reduzido ( 2-20mm de espessura até 10 cm de comprimento).
Há a presença de rizóides unicelulares, os quais auxiliam na fixação dessas plantas no substrato, e um número pequeno ou a falta de oleoplastos (corpos oleosos), rodeados por uma membrana e contendo isoprenóides.Os gametângios são formados em ramos curtos e especiais. O caliptra é alongada, carnuda e com pelos absorventes. Apresenta seta curta, com esporângio é redondo a oval .

## Reprodução
O ciclo de vida das Metzgeriaceae é dominado pela fase gametofítica, haplóide, com o esporófito diplóide dependente do gametófito, estas plantas são haploides durante a maior parte da sua vida, sendo que seu esporófito, murcha e desaparece logo após ter libertado os esporos. A reprodução se dá de modo assexuado, por meio de fragmentos ou produção de gemas produzidas nos conceptáculos, estruturas especializadas que se encontram na superfície dorsal do talo, sabe- se que a dispersão das gemas ocorre pela água e permite a colonização de novas áreas .

## Relações Filogenéticas
Há poucas informações sobre as relações filogenéticas da família, estima-se que fazem parte dela 5 gêneros, dentro dos quais são catalogadas cerca de 200 espécies. Estas, no entanto, não são totalmente aceitas, em 19 delas os pesquisadores estão razoavelmente seguros de que são efetivamente parte do gênero, entre as demais, há dúvidas se são espécies diferentes, se são sinônimos de outras já registradas ou se de fato são parte da família. 
Lista dos gêneros e das espécies aceitas :
Apometzgeria
Apometzgeria frontipilis (Lindb.) Kuwah. & J.J. Engel
Apometzgeria longifrondis (C. Gao) G.C. Zhang
Austrometzgeria
Austrometzgeria saccata (Mitt.) Kuwah.
Metzgeria
Metzgeria australis Stephani
Metzgeria crassipilis (Lindb.) A. Evans
Metzgeria decipiens (C. Massal.) Schiffner
Metzgeria dichotoma (Sw.) Nees
Metzgeria dorsipara (Herzog) Kuwah.
Metzgeria fruticulosa (Dicks.) A. Evans
Metzgeria japonica (S. Hatt.) Kuwah.
Metzgeria leptoneura Spruce
Metzgeria minor (Schiffner) Kuwah.
Metzgeria orientalis (Kuwah.) Kuwah.
Metzgeria pinguis (L.) Corda
Metzgeria pubescens (Schrank) Raddi
Metzgeria subundulata (Austin ex Lindb.) Kuwah.
Metzgeria violacea (Ach.) Dumort.
Echinomitrion
Echinomitrion furcatum (L.) Corda
Steereella
Steereella lilliana (Stephani) Kuwah.

Lista de espécies de ocorrência no Brasil (entre as espécies aceitas) :
Austrometzgeria saccata (Mitt.) Kuwah.
Metzgeria crassipilis (Lindb.) A. Evans
Metzgeria decipiens (C. Massal.) Schiffner
Metzgeria dichotoma (Sw.) Nees
Metzgeria japonica (S. Hatt.) Kuwah.
Metzgeria leptoneura Spruce